# Parque nacional Río Russell
Río Russell es un parque nacional en North Queensland (Australia), ubicado a 1352 km al noroeste de Brisbane. Se permite acampar en el parque, sin embargo, el parque no ofrece facilidades para los visitantes.

## Datos
- Área: 41,00 km²
- Coordenadas: 17°13′29″S 145°56′20″E / -17.22472, 145.93889
- Fecha de Creación: 1969
- Administración: Servicio para la Vida Salvaje de Queensland
- Categoría IUCN: II

Véase también:
- Zonas protegidas de Queensland